# Leoš Kalvoda
Leoš Kalvoda (* 26. März 1958 in Brünn) ist ein ehemaliger tschechischer Fußballspieler und derzeitiger Fußballtrainer.

## Spielerkarriere
Kalvoda spielte in seiner Jugend für Babice nad Svitavou und Zbrojovka Brno. Seinen Wehrdienst absolvierte er in Tábor. Anschließend spielte er drei Jahre für Spartak PS Přerov, ehe er den Großteil seiner Laufbahn von 1982 bis 1990 bei Sigma Olomouc verbrachte, für das er insgesamt 180 Erstligaspiele absolvierte, in denen er 17 Tore schoss.
1990 ging der Defensivspieler nach Österreich zum SV Sigleß, 1994 kehrte er nach Tschechien zurück und beendete nach einer Saison bei Baník Ratíškovice seine Karriere.

## Trainerlaufbahn

### Sigma Olomouc
Kalvoda begann seine Trainertätigkeit als Assistent bei Sigma Olomouc. Von 1997 bis 1999 war er Cheftrainer der B-Mannschaft, ehe er in der Spielzeit 1999/00 wieder Co-Trainer bei den Profis war. Zur Saison 2000/01 rückte er auf den Posten des Cheftrainers und erreichte mit dem Team einen hervorragenden dritten Platz. Nach einem missglückten Start der Saison 2001/02 trat er im Oktober 2001 von seinem Posten zurück.

### MŠK Žilina
In der Winterpause übernahm er den slowakischen Klub MŠK Žilina, den er zur Meisterschaft führte. Nach einem schwachen Start und dem Scheitern in der Qualifikation zur UEFA Champions League am FC Basel wurde er entlassen.

### SK Hradec Králové
Anfang 2003 übernahm Kalvoda den abstiegsbedrohten SK Hradec Králové in der Gambrinus Liga, konnte dessen Fall aber nicht mehr verhindern. Er begann die Saison 2003/04 mit dem Ziel Wiederaufstieg, aber schon im September 2003 trennte sich der Verein von ihm.

### 1. HFK Olomouc
Im März 2004 wurde Kalvoda Trainer beim Zweitligisten 1. HFK Olomouc, zunächst gemeinsam mit Vítězslav Kolda. Das Trainerduo konnte den angestrebten Klassenerhalt nicht mehr erreichen. Kalvoda gelang, nun als Alleinverantwortlicher, der sofortige Wiederaufstieg ins Profilager. Die Mannschaft erreichte 2005/06 den sechsten Platz, in der Saison 2006/07 spielte sie lange Zeit um den Aufstieg in die 1. Liga mit und wurde am Ende Dritter. In der Winterpause wechselte Kalvoda zum Ligakonkurrenten 1. FC Slovácko.

### 1. FC Slovácko
Im Januar 2008 trat Leoš Kalvoda die Nachfolge von Pavel Malura beim 1. FC Slovácko an, mit dem Ziel, den damaligen Tabellenführer zurück in die Gambrinus Liga zu bringen. Schon nach wenigen Monaten wurde er entlassen.

### MFK Karviná
Ab der Saison 2008/09 trainiert Kalvoda den Zweitligaaufsteiger MFK Karviná.

### Erfolge
- Slowakischer Meister 2001/02 mit MŠK Žilina